# Bombodes westwoodi
Bombodes westwoodi är en skalbaggsart som beskrevs av Thomson 1857. Bombodes westwoodi ingår i släktet Bombodes och familjen Cetoniidae. Inga underarter finns listade.